# ГЕС Ісохаара
ГЕС Ісохаара (фін. Isohaaran voimalaitos) — гідроелектростанція на півночі Фінляндії у провінції Лапландія, розташована на околиці містечка Кемінмаа. Є нижнім ступінем у каскаді на річці Кемійокі, знаходячись між ГЕС Тайвалкоскі та Ботнічною затокою, до північної частини якої впадає зазначена річка.
Під час будівництва станції, введеної в експлуатацію у 1949 році, ліву протоку перекрили земляною греблею, а праву бетонною із інтегрованим у неї машинним залом. Як наслідок, вище за течією річки утворилось витягнуте водосховище площею поверхні 15 км2 та об'ємом 80 млн м3.
Машинний зал первісно був обладнаний двома турбінами типу Каплан, які працювали при напорі 12,2 метра. У 1993 році до них додали ще дві бульбові загальною потужністю 62 МВт, внаслідок чого потужність станції зросла до 113 МВт.
ГЕС обладнана двома рибоходами для підтримки природної біосфери річки.